# Bodzechów (gmina)
Bodzechów – gmina wiejska w województwie świętokrzyskim, w powiecie ostrowieckim. W latach 1975–1998 gmina położona była w województwie kieleckim.
Nazwa gminy pochodzi od wsi Bodzechów, jednak siedzibą gminy jest Ostrowiec Świętokrzyski.
Według danych z 30 czerwca 2004 gminę zamieszkiwało 13 430 osób.

## Struktura powierzchni
Według danych z roku 2002 gmina Bodzechów ma obszar 122,28 km², w tym:
- użytki rolne: 63%
- użytki leśne: 28%

Gmina stanowi 19,84% powierzchni powiatu.

## Historia
Gminę zbiorową Bodzechów utworzono 13 stycznia 1867 w związku z reformą administracyjną Królestwa Polskiego. Gmina weszła w skład nowego powiatu opatowskiego w guberni radomskiej i liczyła 2420 mieszkańców.
W okresie międzywojennym gmina należała do powiatu opatowskiego w woj. kieleckim. 1 lipca 1923 część gminy Bodzechów włączono do Ostrowca Świętokrzyskiego. 
Po wojnie gmina zachowała przynależność administracyjną. Jednostka została zniesiona 29 września 1954 roku wraz z reformą wprowadzającą gromady w miejsce gmin. 
Gminę Bodzechów przywrócono ponownie w związku z reaktywowaniem gmin 1 stycznia 1973.

## Demografia
Tab. 1. Dane demograficzne z 30 czerwca 2004:
| Opis                              | Ogółem | Ogółem | Kobiety | Kobiety | Mężczyźni | Mężczyźni |
| --------------------------------- | ------ | ------ | ------- | ------- | --------- | --------- |
| jednostka                         | osób   | %      | osób    | %       | osób      | %         |
| populacja                         | 13 430 | 100    | 6885    | 51,3    | 6545      | 48,7      |
| gęstość zaludnienia (mieszk./km²) | 109,8  | 109,8  | 56,3    | 56,3    | 53,5      | 53,5      |

## Miejscowości
| Tab. 2. Miejscowości podstawowe oraz ich integralne części w administracji gminy Bodzechów - z wyrażeniem ich położenia geograficznego.                                                   | Tab. 2. Miejscowości podstawowe oraz ich integralne części w administracji gminy Bodzechów - z wyrażeniem ich położenia geograficznego. | Tab. 2. Miejscowości podstawowe oraz ich integralne części w administracji gminy Bodzechów - z wyrażeniem ich położenia geograficznego. | Tab. 2. Miejscowości podstawowe oraz ich integralne części w administracji gminy Bodzechów - z wyrażeniem ich położenia geograficznego. | Tab. 2. Miejscowości podstawowe oraz ich integralne części w administracji gminy Bodzechów - z wyrażeniem ich położenia geograficznego. |
| SIMC | Nazwa miejscowości | Rodzaj miejscowości | Miejscowość nadrzędna | Położenie geograficzne |
| --- | --- | --- | --- | --- |
| 0229205 | Bodzechów | wieś | | 50°54′32″N 21°26′22″E/50,908889 21,439444                                                                                               |
| 1018568 | Bodzechów-Folwark | część wsi | Bodzechów | 50°54′19″N 21°26′12″E/50,905278 21,436667                                                                                               |
| 0229211 | Broniszowice | wieś | | 50°52′33″N 21°18′43″E/50,875833 21,311944                                                                                               |
| 0230036 | Brzeźniak | część wsi | Szewna | 50°54′27″N 21°20′52″E/50,907500 21,347778                                                                                               |
| 1018574 | Cegielnia | część wsi | Bodzechów | 50°54′37″N 21°26′50″E/50,910278 21,447222                                                                                               |
| 0229263 | Chmielów | wieś | | 50°56′29″N 21°19′32″E/50,941389 21,325556                                                                                               |
| 0229270 | Chmielówek | część wsi | Chmielów | 50°56′03″N 21°19′10″E/50,934167 21,319444                                                                                               |
| 0229323 | Denkówek | wieś | | 50°54′52″N 21°24′36″E/50,914444 21,410000                                                                                               |
| 0229790 | Dębina | część wsi | Podszkodzie | 50°53′35″N 21°19′59″E/50,893056 21,333056                                                                                               |
| 0229889 | Dolna Połać | część wsi | Stara Dębowa Wola | 51°00′28″N 21°24′51″E/51,007778 21,414167                                                                                               |
| 0229850 | Dunale | przysiółek wsi | Sarnówek Duży | 50°59′58″N 21°27′27″E/50,999444 21,457500                                                                                               |
| 0229406 | Dwór | część wsi | Gromadzice | 50°52′55″N 21°20′50″E/50,881944 21,347222                                                                                               |
| 0229560 | Dwór | część wsi | Miłków | 50°53′32″N 21°23′14″E/50,892222 21,387222                                                                                               |
| 0229990 | Dwór | część wsi | Szwarszowice | 50°54′02″N 21°18′53″E/50,900556 21,314722                                                                                               |
| 0229501 | Folwark | część wsi | Kosowice | 50°53′13″N 21°17′06″E/50,886944 21,285000                                                                                               |
| 0229330 | Goździelin | wieś | | 50°54′30″N 21°25′30″E/50,908333 21,425000                                                                                               |
| 0229760 | Górna Połać | część wsi | Nowa Dębowa Wola | 51°00′19″N 21°24′03″E/51,005278 21,400833                                                                                               |
| 0230007 | Góry | część wsi | Szwarszowice | 50°54′19″N 21°19′12″E/50,905278 21,320000                                                                                               |
| 1018580 | Granica | część wsi | Stara Dębowa Wola | brak danych |
| 0230042 | Grelce | część wsi | Szewna | 50°54′07″N 21°21′11″E/50,901944 21,353056                                                                                               |
| 0229398 | Gromadzice | wieś | | 50°52′59″N 21°20′58″E/50,883056 21,349444                                                                                               |
| 0229518 | Grzmiąca Góra | część wsi | Kosowice | 50°53′40″N 21°17′29″E/50,894444 21,291389                                                                                               |
| 1018597 | Henryków | część wsi | Szewna | 50°53′54″N 21°21′31″E/50,898333 21,358611                                                                                               |
| 0229576 | Horodelszczyzna | część wsi | Miłków | brak danych |
| 0229228 | Jarugi | część wsi | Broniszowice | 50°51′52″N 21°19′14″E/50,864444 21,320556                                                                                               |
| 0229910 | Jelenia Góra | część wsi | Sudół | 50°58′37″N 21°29′18″E/50,976944 21,488333                                                                                               |
| 0229412 | Jeziorko | część wsi | Gromadzice | 50°52′43″N 21°20′04″E/50,878611 21,334444                                                                                               |
| 0229441 | Jędrzejowice | wieś | | 50°54′59″N 21°19′19″E/50,916389 21,321944                                                                                               |
| 0229458 | Jędrzejowice-Kolonie | część wsi | Jędrzejowice | 50°54′51″N 21°19′25″E/50,914167 21,323611                                                                                               |
| 0229464 | Jędrzejów | wieś | | 50°54′15″N 21°24′05″E/50,904167 21,401389                                                                                               |
| 0229346 | Kąty | część wsi | Goździelin | 50°54′07″N 21°25′10″E/50,901944 21,419444                                                                                               |
| 0229926 | Kąty Leśne | część wsi | Sudół | 50°58′46″N 21°27′35″E/50,979444 21,459722                                                                                               |
| 1018605 | Kolonia Miłkowska | część wsi | Miłków | 50°53′49″N 21°23′06″E/50,896944 21,385000                                                                                               |
| 0229493 | Kosowice | wieś | | 50°53′20″N 21°17′08″E/50,888889 21,285556                                                                                               |
| 1018611 | Kościelec | część wsi | Szewna | 50°54′47″N 21°21′44″E/50,913056 21,362222                                                                                               |
| 1018628 | Kotówka | część wsi | Sudół | 50°58′02″N 21°26′26″E/50,967222 21,440556                                                                                               |
| 0230065 | Kozłowiec | część wsi | Świrna | 50°55′30″N 21°19′53″E/50,925000 21,331389                                                                                               |
| 1018634 | Łączki | osada wsi | Mychów | brak danych |
| 0229582 | Madejówka | część wsi | Miłków | brak danych |
| 0229547 | Magonie | wieś | | 50°58′47″N 21°30′33″E/50,979722 21,509167                                                                                               |
| 0229599 | Marianków | część wsi | Miłków | 50°53′15″N 21°23′34″E/50,887500 21,392778                                                                                               |
| 0229607 | Marianków Bankowy | część wsi | Miłków | 50°53′36″N 21°23′38″E/50,893333 21,393889                                                                                               |
| 0229553 | Miłków | wieś | | 50°53′41″N 21°22′38″E/50,894722 21,377222                                                                                               |
| 0229659 | Mirkowice | wieś | | 50°53′16″N 21°18′48″E/50,887778 21,313333                                                                                               |
| 0229665 | Mirkowice-Kolonia | część wsi | Mirkowice | 50°52′57″N 21°19′26″E/50,882500 21,323889                                                                                               |
| 0229808 | Mirkówka | część wsi | Podszkodzie | 50°53′48″N 21°19′22″E/50,896667 21,322778                                                                                               |
| 0229688 | Mizeratka | część wsi | Mychów | 50°54′58″N 21°17′40″E/50,916111 21,294444                                                                                               |
| 1018640 | Młyn | część wsi | Chmielów | 50°56′22″N 21°19′24″E/50,939444 21,323333                                                                                               |
| 0229352 | Moczydło | część wsi | Goździelin | 50°53′33″N 21°24′43″E/50,892500 21,411944                                                                                               |
| 0229671 | Mychów | wieś | | 50°54′51″N 21°17′59″E/50,914167 21,299722                                                                                               |
| 0229694 | Mychów Poduchowny | część wsi | Mychów | 50°54′52″N 21°17′08″E/50,914444 21,285556                                                                                               |
| 0229748 | Mychów-Gotówki | część wsi | Mychów- Kolonia | 50°54′43″N 21°16′24″E/50,911944 21,273333                                                                                               |
| 0229731 | Mychów-Kolonia | wieś | | 50°54′28″N 21°16′28″E/50,907778 21,274444                                                                                               |
| 0229702 | Mychów-Serwituty | część wsi | Mychów | brak danych |
| 0229524 | Na Karczmarkach | część wsi | Kosowice | 50°53′12″N 21°18′15″E/50,886667 21,304167                                                                                               |
| 0229843 | Na Serwitucie | część wsi | Sarnówek Duży | 51°01′02″N 21°26′52″E/51,017222 21,447778                                                                                               |
| 0229369 | Na Wiatraku | część wsi | Goździelin | 50°54′01″N 21°25′31″E/50,900278 21,425278                                                                                               |
| 0229613 | Niwka | część wsi | Miłków | brak danych |
| 0229754 | Nowa Dębowa Wola | wieś | | 51°00′13″N 21°24′25″E/51,003611 21,406944                                                                                               |
| 0229286 | Obręczyca-Czworaki | część wsi | Chmielów | 50°56′06″N 21°18′56″E/50,935000 21,315556                                                                                               |
| 0229814 | Olszówka | część wsi | Podszkodzie | 50°54′23″N 21°20′04″E/50,906389 21,334444                                                                                               |
| 1018657 | Osiedle Robotnicze | część wsi | Bodzechów | 50°54′32″N 21°26′47″E/50,908889 21,446389                                                                                               |
| 1018663 | Papiernia | część wsi | Bodzechów | 50°54′40″N 21°26′36″E/50,911111 21,443333                                                                                               |
| 0229292 | Piaskowy | część wsi | Chmielów | 50°56′52″N 21°20′10″E/50,947778 21,336111                                                                                               |
| 0229777 | Płatkowizna | przysiółek wsi | Nowa Dębowa Wola | 51°00′54″N 21°24′13″E/51,015000 21,403611                                                                                               |
| 1018670 | Pod Szosą | część wsi | Bodzechów | 50°54′36″N 21°26′32″E/50,910000 21,442222                                                                                               |
| 0229895 | Podlesie | część wsi | Stara Dębowa Wola | 51°00′06″N 21°26′22″E/51,001667 21,439444                                                                                               |
| 0229783 | Podszkodzie | wieś | | 50°54′01″N 21°19′58″E/50,900278 21,332778                                                                                               |
| 0229429 | Poręba | część wsi | Gromadzice | 50°53′35″N 21°22′02″E/50,893056 21,367222                                                                                               |
| 1018686 | Pozorek | część wsi | Szewna | 50°54′53″N 21°22′50″E/50,914722 21,380556                                                                                               |
| 0229234 | Praga | część wsi | Broniszowice | 50°52′39″N 21°18′39″E/50,877500 21,310833                                                                                               |
| 0229470 | Przy Szosie | część wsi | Jędrzejów | 50°54′29″N 21°23′19″E/50,908056 21,388611                                                                                               |
| 0229620 | Przy Szosie | część wsi | Miłków | 50°53′36″N 21°22′36″E/50,893333 21,376667                                                                                               |
| 1018692 | Przy Zofiówce | część wsi | Szewna | 50°55′10″N 21°21′42″E/50,919444 21,361667                                                                                               |
| 0229174 | Przyborów | wieś | | 50°55′10″N 21°27′38″E/50,919444 21,460556                                                                                               |
| 0229300 | Romanów | część wsi | Chmielów | 50°56′39″N 21°20′53″E/50,944167 21,348056                                                                                               |
| 0229820 | Romanów | wieś | | 50°52′45″N 21°23′58″E/50,879167 21,399444                                                                                               |
| 0229837 | Sarnówek Duży | wieś | | 51°00′49″N 21°26′32″E/51,013611 21,442222                                                                                               |
| 0229866 | Sarnówek Mały | wieś | | 51°01′12″N 21°25′37″E/51,020000 21,426944                                                                                               |
| 0229240 | Skarszyny | część wsi | Broniszowice | 50°52′25″N 21°19′51″E/50,873611 21,330833                                                                                               |
| 0229197 | Sowia Góra | osada leśna wsi | Przyborów | 50°55′20″N 21°28′28″E/50,922222 21,474444                                                                                               |
| 0229872 | Stara Dębowa Wola | wieś | | 51°00′07″N 21°25′49″E/51,001944 21,430278                                                                                               |
| 1018700 | Stara Szewna | część wsi | Szewna | 50°54′37″N 21°21′57″E/50,910278 21,365833                                                                                               |
| 0229636 | Stara Wieś | część wsi | Miłków | 50°53′36″N 21°23′14″E/50,893333 21,387222                                                                                               |
| 0229642 | Stary Gościniec | część wsi | Miłków | 50°53′33″N 21°23′04″E/50,892500 21,384444                                                                                               |
| 0229903 | Sudół | wieś | | 50°58′17″N 21°28′04″E/50,971389 21,467778                                                                                               |
| 0229955 | Sudół Dolny | część wsi | Sudół | 50°58′27″N 21°27′39″E/50,974167 21,460833                                                                                               |
| 0229961 | Sudół Górny | część wsi | Sudół | 50°58′01″N 21°27′20″E/50,966944 21,455556                                                                                               |
| 0229978 | Szewna | wieś | | 50°54′59″N 21°21′40″E/50,916389 21,361111                                                                                               |
| 1018717 | Szewna Górna | część wsi | Szewna | 50°54′40″N 21°21′12″E/50,911111 21,353333                                                                                               |
| 1018723 | Szewna-Kolonia | część wsi | Szewna | 50°54′09″N 21°21′52″E/50,902500 21,364444                                                                                               |
| 0229984 | Szwarszowice | wieś | | 50°53′57″N 21°18′21″E/50,899167 21,305833                                                                                               |
| 0230013 | Szwarszowice-Kolonia | część wsi | Szwarszowice | 50°54′16″N 21°17′59″E/50,904444 21,299722                                                                                               |
| 0230020 | Szyby | wieś | | 50°54′05″N 21°20′39″E/50,901389 21,344167                                                                                               |
| 0229375 | Szymanów | część wsi | Goździelin | 50°54′49″N 21°25′48″E/50,913611 21,430000                                                                                               |
| 0230059 | Świrna | wieś | | 50°55′19″N 21°20′10″E/50,921944 21,336111                                                                                               |
| 0230071 | Świrzanki | część wsi | Świrna | 50°56′26″N 21°20′27″E/50,940556 21,340833                                                                                               |
| 0229719 | Urzyce | część wsi | Mychów | 50°54′52″N 21°18′46″E/50,914444 21,312778                                                                                               |
| 0229487 | W Dołach | część wsi | Jędrzejów | 50°54′25″N 21°24′09″E/50,906944 21,402500                                                                                               |
| 0229530 | Widoki | część wsi | Kosowice | 50°52′46″N 21°17′07″E/50,879444 21,285278                                                                                               |
| 0229317 | Wodziradz | część wsi | Chmielów | 50°56′13″N 21°20′19″E/50,936944 21,338611                                                                                               |
| 0229381 | Woźna Góra | część wsi | Goździelin | 50°54′08″N 21°25′26″E/50,902222 21,423889                                                                                               |
| 1018730 | Woźniakówka | część wsi | Szewna | 50°54′15″N 21°22′20″E/50,904167 21,372222                                                                                               |
| 0230094 | Wólka Bodzechowska | wieś | | 50°55′33″N 21°27′05″E/50,925833 21,451389                                                                                               |
| 0229257 | Wrzosy | część wsi | Broniszowice | 50°51′57″N 21°18′23″E/50,865833 21,306389                                                                                               |
| 0229435 | Zagaje | część wsi | Gromadzice | 50°52′47″N 21°20′52″E/50,879722 21,347778                                                                                               |
| 1018746 | Zakanale | część wsi | Szewna | 50°55′09″N 21°21′49″E/50,919167 21,363611                                                                                               |
| 1018752 | Zamłynie | część wsi | Bodzechów | 50°54′41″N 21°26′50″E/50,911389 21,447222                                                                                               |
| 1018769 | Zarzecze | część wsi | Szewna | 50°54′37″N 21°22′26″E/50,910278 21,373889                                                                                               |
| 0229725 | Żurawka | część wsi | Mychów | 50°55′20″N 21°18′32″E/50,922222 21,308889                                                                                               |
| 0230088 | Żurawka | część wsi | Świrna | 50°55′25″N 21°18′59″E/50,923611 21,316389                                                                                               |
| Źródła: Wykaz urzędowych nazw miejscowości i ich części (xls),Dz.U. z 2013 r. poz. 200 oraz Dz.U. z 2015 r. poz. 1636, Zbiory danych państwowego rejestru nazw geograficznych -2025-03-24 | | | | |

## Sołectwa
Goździelin, Gromadzice, Jędrzejowice, Jędrzejów, Kosowice, Magonie, Miłków, Mirkowice, Mychów, Mychów-Kolonia, Nowa Dębowa Wola, Podszkodzie, Przyborów, Romanów, Sarnówek Duży, Sarnówek Mały, Stara Dębowa Wola, Sudół, Szewna, Szwarszowice, Szyby, Świrna, Wólka Bodzechowska

## Sąsiednie gminy
Bałtów, Ćmielów, Kunów, Ostrowiec Świętokrzyski, Sadowie, Sienno, Waśniów